# Ananda Marinho
Pour les articles homonymes, voir Marinho.
Ananda Cristina Marinho est une joueuse brésilienne de volley-ball née le 2 mai 1989 à São Paulo. Elle mesure 1,77 m et joue au poste de passeuse.

## Clubs
| Club                    | De        | À         |
| ----------------------- | --------- | --------- |
| Grêmio de Vôlei Osasco  | 2000-2001 | 2005-2006 |
| Esporte Clube Banespa   | 2006-2007 | 2008-2009 |
| São Bernardo            | 2009-2009 | 2009-2009 |
| Praia Clube             | 2009-2010 | 2010-2011 |
| Vôlei Futuro            | 2011-2012 | 2011-2012 |
| Rio do Sul              | 2012-2013 | 2012-2013 |
| Esporte Clube Pinheiros | 2013-2014 | 2013-2014 |
| Brasília Vôlei          | 2014-2015 | 2014-2015 |
| Esporte Clube Pinheiros | 2015-2016 | 2016-2017 |
| Praia Clube             | 2017-2018 | 2019-2020 |
| VBC Casalmaggiore       | 2020-2021 | …         |

## Palmarès
- Championnat sud-américain des clubs
  - Finaliste : 2019, 2020.
- Championnat du Brésil
  - Vainqueur : 2018.
  - Finaliste : 2019.
- Coupe du Brésil
  - Finaliste : 2018, 2019, 2020.
- Supercoupe du Brésil
  - Vainqueur : 2018, 2019.
  - Finaliste : 2015.